# Спичинці
Спи́чинці — село в Україні, у Погребищенській міській громаді Вінницького району Вінницької області. До 2020 центр сільської ради. Розташовані за 13 км від центру громади, за 7 км від залізничної станції Андрусове. Населення становить 476 осіб.

## Географія
У селі річки Глиця, Безіменна , Хутірка впадають у річку Рось, праву притоку Дніпра.

## Історія
Назва села походить від староукраїнського прізвиська (імовірно першопоселенця) Спиця або Спичя. Повідомлення про те, що начебто «у давнину під час набігів монголо-татар, навколо села ставились оглядові вежі на яких знаходилась копиця сіна» та про «ченців-монахів» . Підземні ходи залишились дотепер, імовірно відносяться до XVII століття.
Під час російсько-турецької війни 1768–1774 років у селі квартирували козацькі підрозділи з Гетьманщини, зокрема, Корибутівської сотні Ніжинського полку[джерело?].
Станом на 1885 рік у колишньому власницькому містечку, центрі Спичинецької волості Бердичівського повіту Київської губернії, мешкало 672 особи, налічувалось 126 дворових господарств, існували православна церква, єврейський молитовний будинок, школа, кузня, 2 водяних млини, відбувались базари через 2 тижні. За 2 версти — бурякоцукровий завод із лікарнею.
За переписом 1897 року кількість мешканців зросла до 2607 осіб (1354 чоловічої статі та 1253 — жіночої), з яких 1441 — православної віри, 937 — юдейської.
Починаючи з другої половини 1920-х років радянською владою посилилися репресії проти церкви. Заборонялися релігійні видання, закривалися або навіть руйнувалися церкви, костьоли, синагоги, молитовні будинки. Так був закритий і переоблаштований під кінотеатр сільський костьол. Офіційно його закриття було оформлено дозволом ВУЦВК лише через два роки, а саме наприкінці 1931 року.
Під час Другої світової війни село було окуповане фашистськими військами у другій половині липня 1941 року. В селі було створено партизанський загін. У жовтні 1941 року в селі Спичинцях та в селах Андрушівці і Плискові гестапівці заарештували близько 700 людей, яких групами виводили в ліс в урочище Хрузинівка і розстрілювали. Червоною армією село було зайняте 1 січня 1944 року.
На початку 1970-х років в селі була розміщена центральна садиба колгоспу ім. XXI з'їзду КПРС. За колгоспом було закріплено 4139 га землі, в тому числі 2791 га орної. Провідними галузями виробництва були вирощування зернових культур та цукрових буряків. Тваринництво було м'ясо-молочного напрямку. В селі були середня школа, будинок культури, бібліотека, дільнична лікарня. Видавалася багатотиражна газета «Зоря комунізму».
12 червня 2020 року, відповідно до розпорядження Кабінету Міністрів України № 707-р «Про визначення адміністративних центрів та затвердження територій територіальних громад Вінницької області», увійшло до складу Погребищенської міської громади.
19 липня 2020 року, в результаті адміністративно-територіальної реформи та ліквідації Погребищенського району, село увійшло до складу Вінницького району.

## Населення
За даними перепису 2001 року кількість наявного населення села становила 464 особи, із них 98,74 % зазначили рідною мову українську, 1,26 % — російську.
| Рік            | 1897 | ~1900 | ~1902 | ~1972 | 1989 | 2001 |
| -------------- | ---- | ----- | ----- | ----- | ---- | ---- |
| Кількість осіб |      |       |       | 1226  | 676  | 464  |

## Відомі особи
- Юрій Войцехівський — український радянський державний діяч, голова Київського окружного виконкому і Київської міської ради у 1928—1932 роках, секретар ВУЦВК у 1932—1936 роках;
- Януш Єнджеєвич — прем'єр-міністр Польської Республіки з травня 1933 по травень 1934 року, брат Вацлава Єнджеєвича;
- Вацлав Єнджеєвич — польський політичний і військовий діяч, міністр освіти Польської республіки з лютого 1934 до жовтня 1935, брат Януша Єнджеєвича;
- Кузьмінець Олександр Васильович — український історик.
- Митрофан Олійник — український радянський партійний діяч, 2-й секретар Київського міськкому КП(б)У, кандидат у члени ЦК КП(б)У в червні — серпні 1937 року.
- Марко Соколовський — гітарист-віртуоз;

## Пам'ятки
- Палац Собанських у Спичинцях (Тишкевичі) в XIX ст, «замок французької Луари».
- Спичинецький парк — парк-пам'ятка садово-паркового мистецтва місцевого значення.
- Церква Святої Параскеви XIX ст.